# Comrat
Comrat (gagauzsky Komrat, rusky Комрат Komrat) je hlavní město Gagauzské autonomní oblasti, které je součástí Moldavské republiky, administrativní centrum Comratského rajonu. Ve městě žije 23 000 převážně gagauzské (70 %), ruské (10 %), moldavské (10 %) a bulharské (5 %) národnosti. Comrat leží v budžacké stepi na řece Jalpuch, městem prochází hlavní silnice spojující Kišiněv s rumunským městem Galați.

## Historie
Sídlo bylo založeno roku 1789 gagauzskými a ruskými kolonisty, městská práva získalo v roce 1957. Roku 1906 zde byla vyhlášena gagauzská Comratská republika, která však byla po několika dnech zlikvidována carským vojskem. Na konci osmdesátých let dvacátého století se Comrat stal centrem gagauzského národního hnutí, které vyvrcholilo vyhlášením neuznané Gagauzské sovětské socialistické republiky roku 1990. Roku 1991 zde byla založena gagauzská Národní univerzita. Po jednáních gagauzských a moldavských představitelů byl Gagauzii přiznán status autonomní oblasti v rámci Moldavska, jejímž hlavní městem se stal Comrat.